# Stretchia
Stretchia is een geslacht van vlinders van de familie Uilen (Noctuidae), uit de onderfamilie Hadeninae.

## Soorten
- S. inferior Smith, 1887
- S. muricina Grote, 1876
- S. pacifica McDunnough, 1949
- S. pictipennis McDunnough, 1949
- S. plusiaeformis H. Edwards, 1874
- S. prima Smith, 1891